# 藤崎町
藤崎町（日语：／ Fujisaki machi */?）是位於日本青森縣中部的町，隸屬於南津輕郡，也是縣內面積第二小的行政區。轄區地處津輕平原的中央地帶，當地人口則集中在南部的藤崎地區。藤崎町在中世紀為安東氏的據點，至江戶時代成為弘前藩的領地。當地在1930年代後期因成功培育出富士蘋果而聞名，並以町名中的「藤」（Fuji）作為其品種的名稱。

## 地理
藤崎町內約70.2%的面積為農業用地，11.2%的面積為宅地。轄區大約位於津輕平原的中央地帶，且町內沒有任何山岳及原野；地質上則屬於第四紀的沖積層。一級河川岩木川流經其西部邊界，並與其支流平川、淺瀨石川匯流後往北流。

### 氣候
藤崎町的夏季多為晴天，冬季的降雪量則較多。當地的年均溫約為10℃，降雪期為11月至隔年3月，12月至2月則受到強烈的西北季風吹拂，並且對當地的交通產生影響。

## 歷史
藤崎町自古時便有人類居住，境內曾出土過繩紋時代晚期的土器。平安時代後期，以源賴義和源義家為首的軍隊在前九年之役中擊敗陸奧國的豪族安倍氏；而安倍貞任的遺孤高星丸（安東高星）據傳逃亡至藤崎後於永保2年（1082年）在當地興建城館，並自稱為安東氏。安東高星的長子安東堯恒則於寬治年間（1087年至1095年）在當地興建藤崎城。
鎌倉時代，擔任北條氏被官和蝦夷管領的安東氏以藤崎為據點擴張其勢力範圍，並負責統治陸奧國北部地區和居住在現今北海道的蝦夷。安東氏透過掌控蝦夷物產的貿易權獲得巨大的特權，並以位於津輕半島的十三湊為據點進行貿易；而該港也逐漸發展成三津七湊之一。室町時代，安東氏在永享4年（1432年）與南部氏的戰爭中戰敗而逃往北海道的渡島半島，藤崎地區也改由南部氏統治。南部氏最初以藤崎城作為據點統治津輕地方，但大浦為信（津輕為信）在元龜2年（1571年）攻佔石川高信的居城石川城，將南部氏的勢力逐出津輕地方；而藤崎城也在不久後落入大浦氏（津輕氏）的掌控之中，並於天正13年（1585年）左右遭到廢城。
江戶時代至明治維新時期，當地由津輕氏所領的弘前藩統治。其中舊藤崎町一帶在當時作為羽州街道的宿場町和岩木川河運的港口而繁榮，而弘前藩也在當地設置代官所和藩倉，並且進行新田的開發。
昭和13年（1938年），農林省在藤崎町設置園藝實驗場東北支場（現農研機構東北農業研究中心）。之後園藝實驗場東北支場將國光蘋果與五爪蘋果進行雜交，並在1951年成功培育出第一批新品種的蘋果。昭和28年（1958年），該品種的蘋果被選拔為「東北7號」，並由日本的全國蘋果協議會名稱選拔會正式命名為「富士」；同時該協議會也將富士蘋果註冊為「蘋果農林1號」。

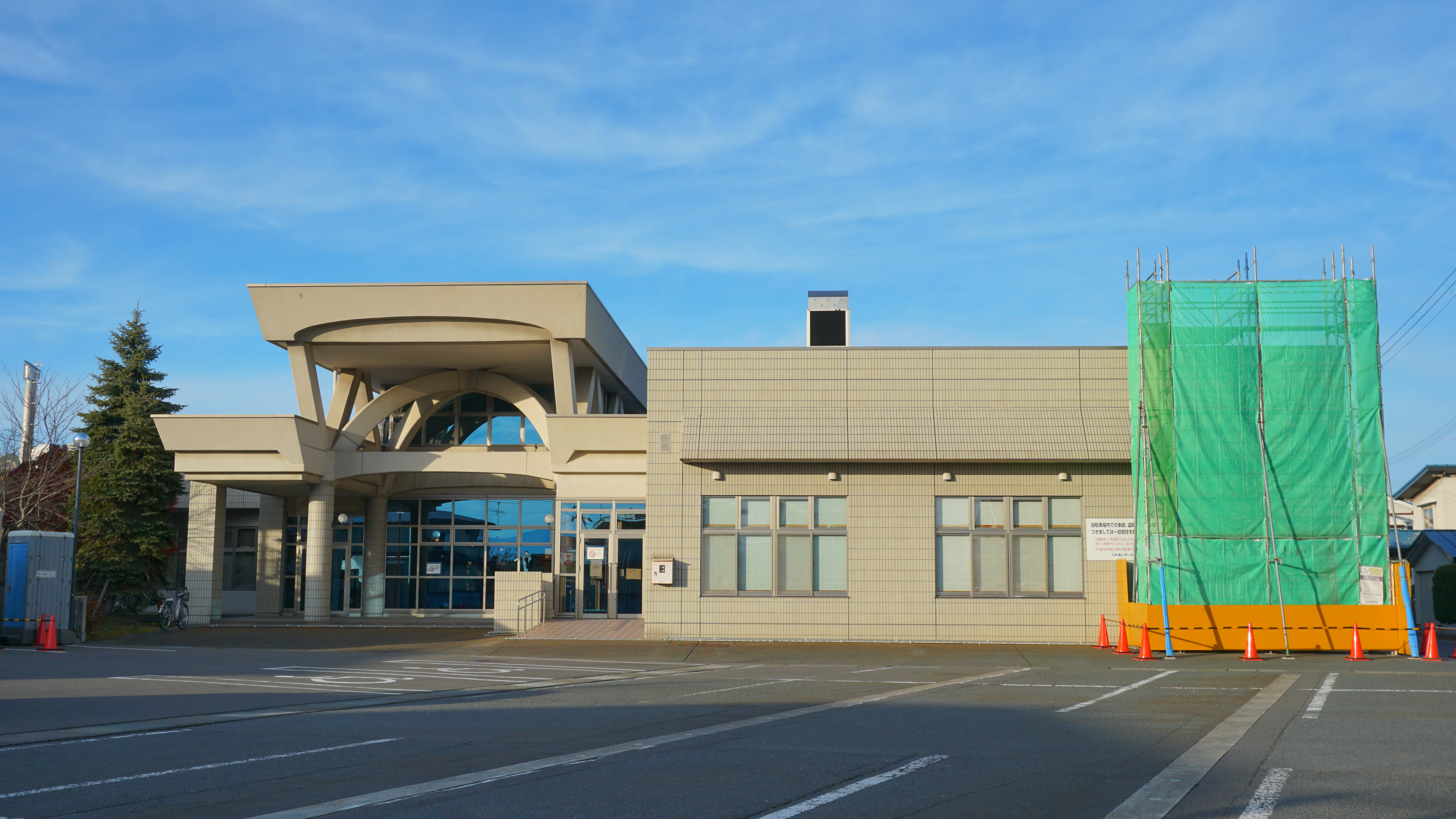
藤崎町圖書館

明治22年（1889年），日本實施町村制，並將當地的村落整合成藤崎町、十二里村、常盤村與富木館村。昭和29年（1954年），常盤村與富木館村進行合併，並於翌年（1955年）將田舍館村大字三屋的部分地區編入。昭和30年（1955年），藤崎町與十二里村進行合併，並於翌年（1956年）將板柳町的大字林崎編入。平成17年（2005年）3月28日，藤崎町與常盤村合併成現今的藤崎町。平成19年（2007年）9月1日，青森市的部分地區併入藤崎町。

## 行政
現任町長平田博幸於2023年在選舉中第三次自動當選，其任期將持續至2027年11月。

## 人口
藤崎町的總人口數自1980年便開始逐年減少，並預估2060年將僅剩約5954人。而根據2023年的統計，當地的高齡人口占比為33.8%。
| 藤崎町人口分布圖 |                                               |  |
| 藤崎町與日本全國年齡別人口分布比較圖 （2005年資料） | 藤崎町的年齡、男女別人口分布圖 （2005年資料） |  |
| ■紫色是藤崎町 ■綠色是全国 | ■藍色是男性 ■紅色是女性                       |  |
| 藤崎町人口變化 \| 1970年 \| 18,355人 \| \| \| 1975年 \| 17,601人 \| \| \| 1980年 \| 17,787人 \| \| \| 1985年 \| 17,620人 \| \| \| 1990年 \| 17,139人 \| \| \| 1995年 \| 16,940人 \| \| \| 2000年 \| 16,858人 \| \| \| 2005年 \| 16,495人 \| \| \| 2010年 \| 16,021人 \| \| \| 2015年 \| 15,179人 \| \| \| 2020年 \| 14,573人 \| \| |                                               |  |
| 資料來源：日本總務省統計中心提供之人口普查數據 |                                               |  |
| 1970年 | 18,355人                                      |  |
| 1975年 | 17,601人                                      |  |
| 1980年 | 17,787人                                      |  |
| 1985年 | 17,620人                                      |  |
| 1990年 | 17,139人                                      |  |
| 1995年 | 16,940人                                      |  |
| 2000年 | 16,858人                                      |  |
| 2005年 | 16,495人                                      |  |
| 2010年 | 16,021人                                      |  |
| 2015年 | 15,179人                                      |  |
| 2020年 | 14,573人                                      |  |

## 經濟
根據日本2015年的國勢調查統計，藤崎町的就業人口中約24.1%從事第一級產業，19.6%的就業人口從事第二級產業，其餘的56.3%則從事第三級產業。藤崎町的特產為蘋果，其種植品種包括富士與麒麟兒等；同時當地居民利用蘋果加工成汽水、糖果等食品。當地也種植稻米、葡萄、番茄、蘆筍和大蒜等農作物。但近年來藤崎町的農業面臨就業人口不足、高齡化與耕地面積減少等問題。

## 教育

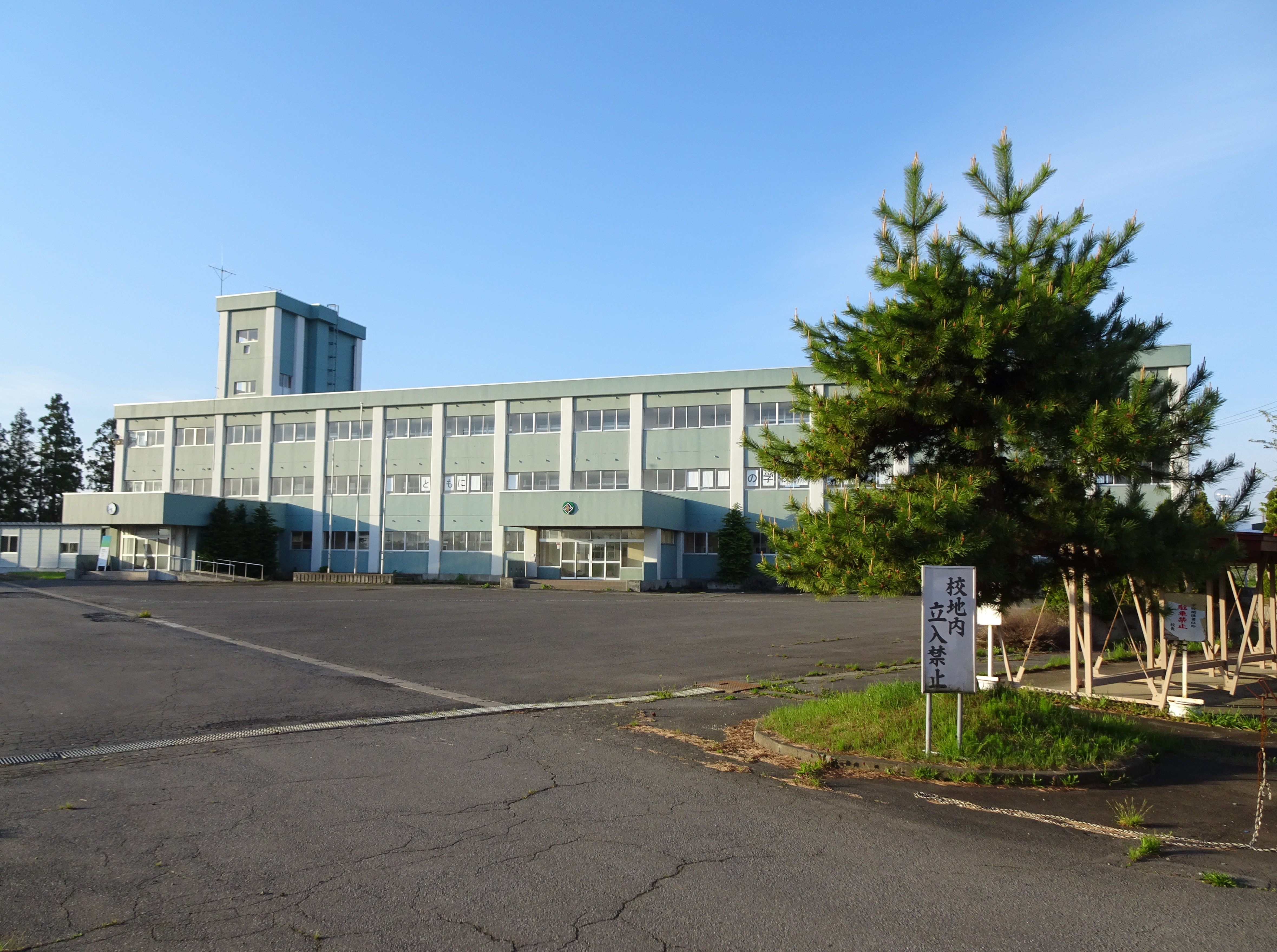
弘前實業高等學校藤崎校舍

藤崎町內共有3所小學校與2所中學校。當地於2019年3月31日閉校的青森縣立弘前實業高等學校藤崎校舍曾設有全日本唯一供學生就讀的蘋果科。現時該學校的舊校舍則成為當地居民交流的產業文化交流設施。

## 交通

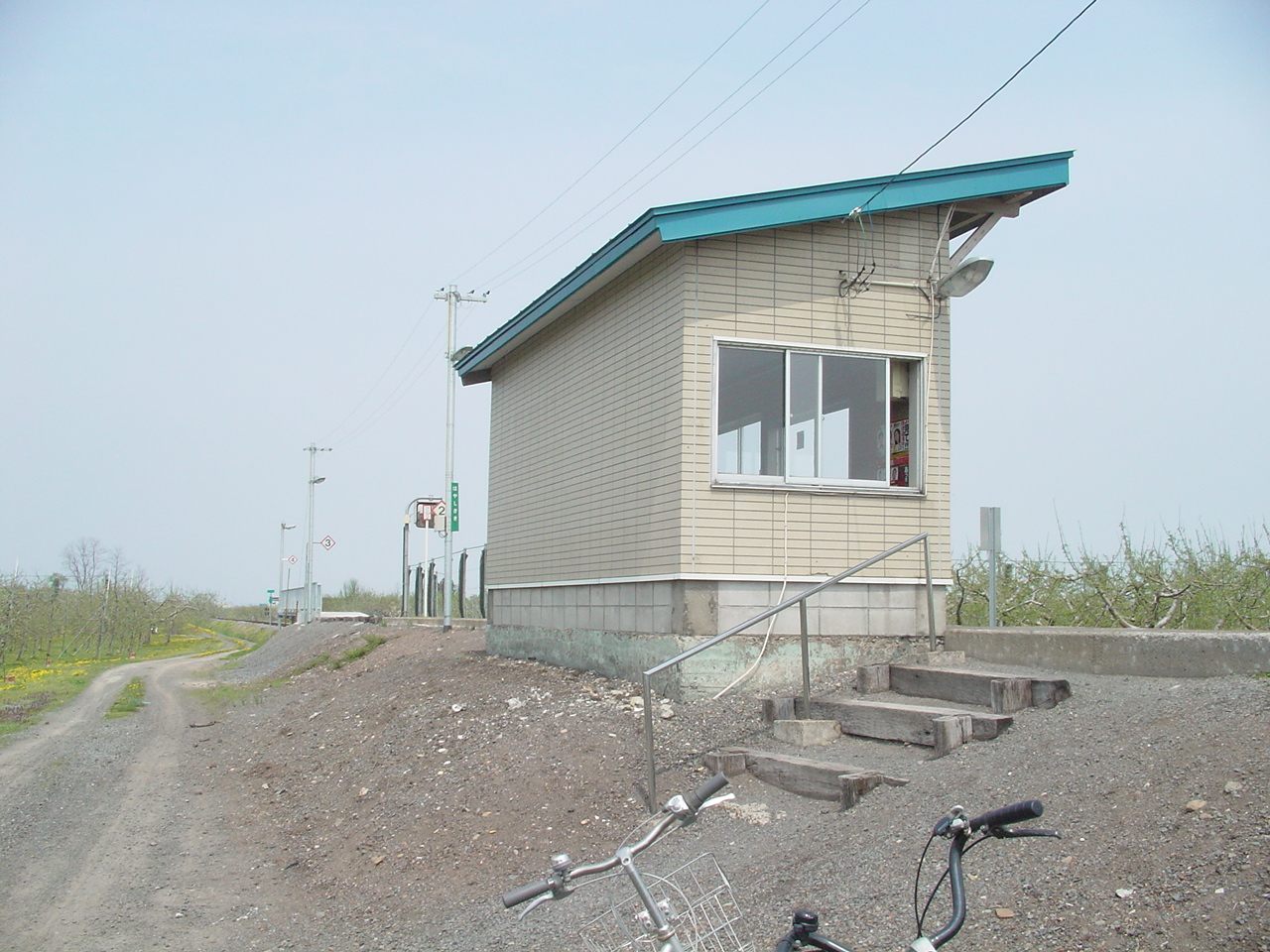
林崎站
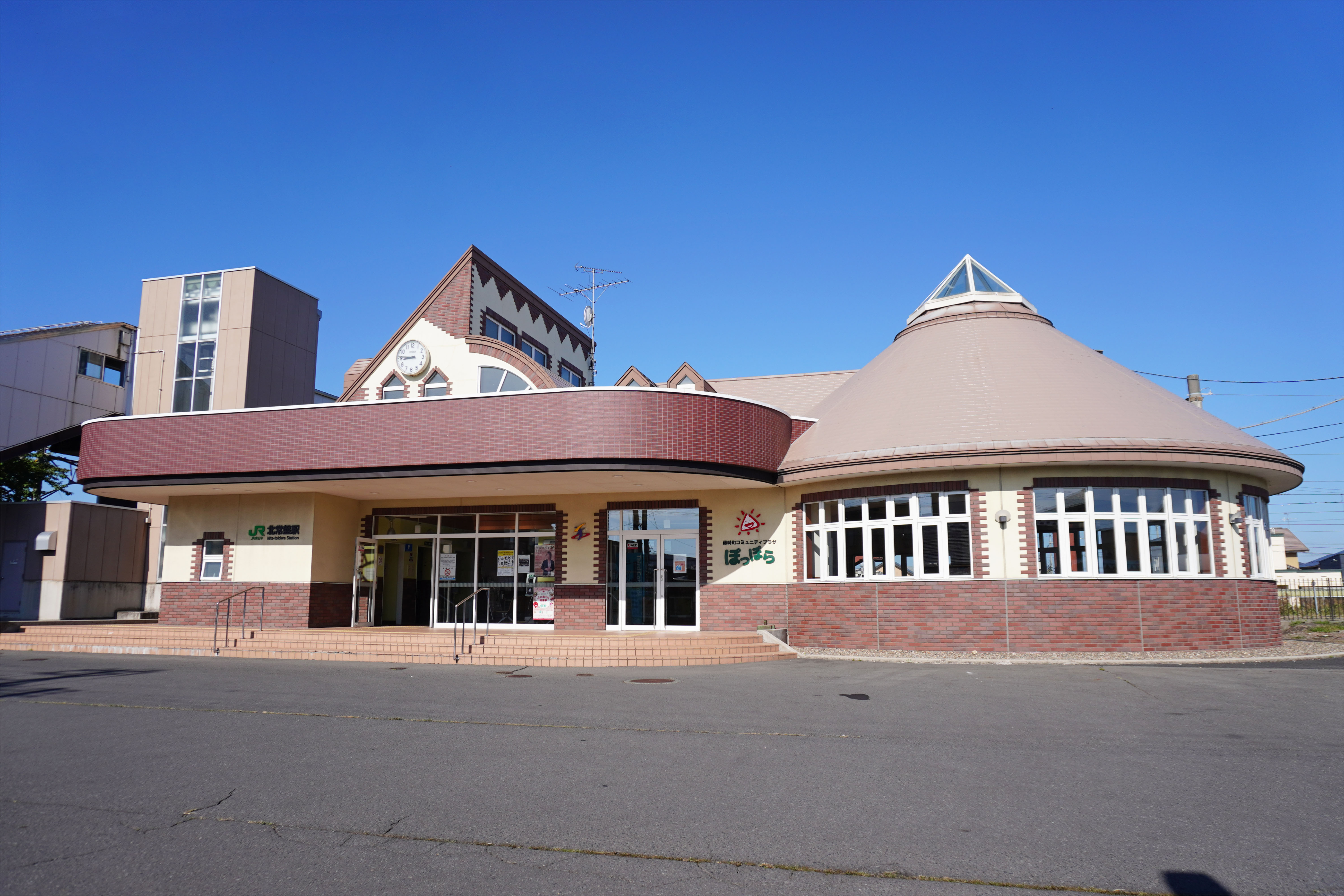
北常盤站

國道7號由南往東北通過藤崎町，並在南部地區與向西北方延伸的國道339號相接。鐵路方面，JR東日本的五能線和奧羽本線分別通過藤崎町的西部和東部地區。五能線由北往南設置林崎站和藤崎站，奧羽本線則只設置北常盤站一個車站。

## 友好城市
藤崎町與以下日本行政區為友好城市:
| 市町村   | 都道府縣 | 締結日期      |
| -------- | -------- | ------------- |
| 田野畑村 | 岩手縣   | 2015年4月29日 |

### 期刊
1. ↑  寿松木章. . 植物の化学調節. 1987, 22: 60-61  [2025-06-10]. ISSN 2189-6283. （原始内容存档于2022-08-23） （日语）.
2. 1 2  定森昌助; 吉田義雄; 村上兵衛; 石塚昭吾.  (PDF). 園芸試験場報告. 1963: 1-6  [2025-06-10]. ISSN 0075-3254 （日语）.

### 書籍
1. ↑  金浜耕基.  .  . 文永堂出版. 2015: 59-90. ISBN 978-4830041297 （日语）.

### 引用
1. ↑   (PDF). 国土交通省国土地理院. 2024-10-01  [2025-06-09]. （原始内容存档 (PDF)于2025-01-01） （日语）.
2. ↑   (PDF). 藤崎町役場. 2006  [2025-06-09]. （原始内容存档 (PDF)于2022-03-05） （日语）.
3. 1 2  . 一般社団法人青森県りんご対策協議会. 2020  [2024-03-31]. （原始内容存档于2023-10-01） （日语）.
4. 1 2 3 4  . 藤崎町役場.   [2025-06-09]. （原始内容存档于2025-06-09） （日语）.
5. ↑  . TBS NEWS DIG. 2025-03-13  [2025-06-09]. （原始内容存档于2025-03-13） （日语）.
6. 1 2 3 4 5   (PDF). 藤崎町役場. 2020-03  [2024-06-26]. （原始内容存档 (PDF)于2024-06-26） （日语）.
7. ↑   (PDF). 藤崎町役場. 2010-03  [2024-06-26]. （原始内容存档 (PDF)于2024-06-26） （日语）.
8. ↑  . kotobank.   [2025-06-09] （日语）.
9. ↑   (PDF). 国土交通省東北地方整備局. 2007-03  [2025-06-09]. （原始内容存档 (PDF)于2024-01-20） （日语）.
10. 1 2 3 4 5  . 藤崎町役場.   [2025-06-10] （日语）.
11. ↑  . kotobank.   [2025-06-10]. （原始内容存档于2023-05-15） （日语）.
12. 1 2  . kotobank.   [2025-06-10] （日语）.
13. 1 2 3  . kotobank.   [2025-06-10] （日语）.
14. 1 2 3 4 5  . 藤崎町役場.   [2025-06-10] （日语）.
15. ↑  . kotobank.   [2025-06-10] （日语）.
16. ↑  . kotobank.   [2025-06-10]. （原始内容存档于2024-10-05） （日语）.
17. ↑  . kotobank.   [2025-06-10]. （原始内容存档于2021-01-04） （日语）.
18. ↑  . kotobank.   [2025-06-10] （日语）.
19. ↑  . kotobank.   [2025-06-10]. （原始内容存档于2024-04-21） （日语）.
20. ↑  . kotobank.   [2025-06-10]. （原始内容存档于2024-03-04） （日语）.
21. ↑  . 農研機構.   [2025-06-10]. （原始内容存档于2024-10-07） （日语）.
22. ↑  . 農研機構.   [2025-06-10]. （原始内容存档于2025-06-10） （日语）.
23. 1 2 3 4 5 6   (PDF). 藤崎町役場. 2010-03  [2025-06-09]. （原始内容存档 (PDF)于2024-06-26） （日语）.
24. ↑  . 藤崎町役場.   [2025-06-09] （日语）.
25. ↑   (PDF). 青森県庁.   [2025-06-09]. （原始内容存档 (PDF)于2025-06-09） （日语）.
26. ↑  . 陸奥新報社. 2023-09-27  [2025-06-09]. （原始内容存档于2025-06-09） （日语）.
27. ↑  . TBS NEWS DIG. 2023-09-26  [2025-06-09]. （原始内容存档于2025-06-09） （日语）.
28. ↑   (PDF). 藤崎町役場. 2025-03  [2025-06-10]. （原始内容存档 (PDF)于202-06-10） （日语）.
29. 1 2 3 4   (PDF). 藤崎町役場. 2022-03  [2025-06-09]. （原始内容存档 (PDF)于2022-06-14） （日语）.
30. ↑   (PDF). 藤崎町役場. 2025-03  [2025-06-09]. （原始内容存档 (PDF)于2025-06-09） （日语）.
31. ↑  . 朝日新聞社. 2024-05-22  [2025-06-09]. （原始内容存档于2025-06-09） （日语）.
32. ↑  . NHK. 2024-10-31  [2025-06-09]. （原始内容存档于2024-11-02） （日语）.
33. ↑  . 読売新聞社. 2025-03-21  [2025-06-09]. （原始内容存档于2025-03-22） （日语）.
34. ↑  . 朝日新聞社. 2025-02-28  [2025-06-09]. （原始内容存档于2025-02-28） （日语）.
35. ↑  . 陸奥新報社. 2023-09-22  [2025-06-10]. （原始内容存档于2025-06-11） （日语）.
36. ↑  . 藤崎町役場.   [2025-06-09] （日语）.
37. ↑  . 藤崎町役場.   [2025-06-09] （日语）.
38. ↑  . TBS NEWS DIG. 2023-10-29  [2025-06-09]. （原始内容存档于2025-06-09） （日语）.
39. ↑  . TBS NEWS DIG. 2024-02-25  [2025-06-09]. （原始内容存档于2024-02-26） （日语）.
40. ↑  . NHK. 2025-04-28  [2025-06-09]. （原始内容存档于2025-06-09） （日语）.
41. ↑   (PDF). 藤崎町役場. 2021-03  [2025-06-09]. （原始内容存档 (PDF)于2025-06-09） （日语）.
42. ↑  . 藤崎町役場.   [2025-06-09] （日语）.
43. ↑  . 日本経済新聞社. 2012-11-06  [2025-06-09]. （原始内容存档于2020-11-11） （日语）.
44. ↑  . 藤崎町役場.   [2025-06-09] （日语）.
45. 1 2  . TBS NEWS DIG. 2024-04-23  [2025-06-09]. （原始内容存档于2024-04-30） （日语）.
46. ↑  . NHK. 2024-04-23  [2024-06-26]. （原始内容存档于2024-04-30） （日语）.
47. ↑  . 藤崎町役場.   [2025-06-09]. （原始内容存档于2025-02-17） （日语）.
48. ↑  . 陸奥新報社. 2024-04-24  [2025-06-09]. （原始内容存档于2024-05-12） （日语）.
49. ↑  . 藤崎町役場.   [2025-06-10]. （原始内容存档于2025-03-24） （日语）.